# Saint-Sulpice-de-Faleyrens
Saint-Sulpice-de-Faleyrens – miejscowość i gmina we Francji, w regionie Nowa Akwitania, w departamencie Żyronda. Nazwa miejscowości pochodzi od imienia św. Sulpicjusza.
Według danych na rok 1990 gminę zamieszkiwały 1613 osoby, a gęstość zaludnienia wynosiła 89 osób/km² (wśród 2290 gmin Akwitanii Saint-Sulpice-de-Faleyrens plasuje się na 259. miejscu pod względem liczby ludności, natomiast pod względem powierzchni na miejscu 609.).